# Glaucostegidae
Los glaucostégidos (Glaucostegidae) son una familia de peces del orden Rhinopristiformes conocidos vulgarmente como rayas, peces guitarra o peces ángel, esta familia fue reconocida en 2016, separándose de la familia Rhinobatidae.

## Géneros
- Glaucostegus